# Albert Van Nerum
Albert Van Nerum (* 12. Juni 1921 in Antwerpen; † 4. Oktober 2002 in Deurne, Antwerpen) war ein belgischer Kinderbuchautor. In der Zeit des Nationalsozialismus befand er sich zeitweise im Konzentrationslager Neuengamme und später in Ravensbrück.
Viele Bücher, an denen Albert Van Nerum mitgearbeitet hat, wurden vom Tessloff Verlag in den frühen 1960er Jahren in Westdeutschland auf den Markt gebracht. Hierbei handelte es sich zumeist um gemeinsam mit dem bekannten Autor Henri Arnoldus verfasste Bücher zu seinerzeit erfolgreichen Fernsehserien:
- Lassie
- Fury
- Rin Tin Tin
- Abenteuer unter Wasser